# Malik Scott
Malik Scott (* 16. Oktober 1980 in Philadelphia, USA) ist ein US-amerikanischer Boxtrainer und ehemaliger Schwergewichtsboxer.

## Amateurkarriere
Scott begann mit dem Boxen im Alter von 11 Jahren und hatte eine durchaus erfolgreiche Amateurkarriere. 1997 gewann er die Junior Olympics Championships, 1998 den Boxing Classic title und die "Under-19" Junior World Championships crown.
1999 gewann er die National AAU Heavyweight Championship. Dabei schlug er unter anderem Michael Bennett und Jason Estrada. 2000 schlug er DaVarryl Williamson und Malcolm Tann, verlor aber gegen Estrada und Bennett und konnte sich deshalb nicht für die Olympischen Spiele qualifizieren.
Seine Bilanz war 70-3.

## Profikarriere
Am 10. November 2000 gab Malik Scott gegen Tony Foster sein Profidebüt und siegte durch T.K.o in der zweiten Runde.
In seiner Karriere gab es immer wieder Unterbrechungen und er war mehrere Jahre inaktiv. 2013 trat er gegen seinen ersten guten Gegner, Wjatscheslaw Hlaskow, an. Der Kampf ging über die volle Distanz und endete unentschieden. Die meisten Zuschauer waren jedoch der Meinung, dass Scott den Sieg hätte zugesprochen bekommen sollen/müssen.
Fünf Monate später boxte Scott gegen Dereck Chisora. Er verlor durch T.K.o in Runde 6. Der Abbruch war aber umstritten. Er meldete sich mit einem überzeugenden K.-o.-Sieg gegen einen Aufbaugegner zurück.
In einem WBC-Eliminator boxte Scott 2014 gegen den extrem starken Puncher Deontay Wilder. Scott war chancenlos und wurde schon in der ersten Runde ausgeknockt. Im Oktober desselben Jahres boxte er gegen Alex Leapai. Der Kampf war auf 10 Runden angesetzt und fand im australischen Queensland statt. Wie von den meisten Experten erwartet, war es ein einseitiger Kampf: Scott deklassierte Leapai und schlug ihn deutlich nach Punkten. Leapai hatte zu keinem Zeitpunkt eine reelle Siegchance.

## Boxstil
Malik Scott galt als sehr guter Techniker und als sehr schnell. Er hatte für einen Schwergewichtler zwar nur eine durchschnittliche Schlagkraft, war jedoch ein Boxer mit viel Geschick und guter Beinarbeit. Er hatte einen guten Jab, mit dem er seine Gegner kontrollieren konnte.